# Alan Johnston

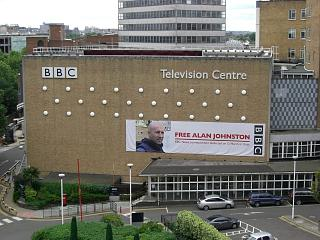
Johnston-Banner am BBC TV Zentrum

Alan Graham Johnston (* 17. Mai 1962 in Lindi, Tanganjika, Tansania) ist ein britischer Journalist bei BBC.

## Leben
Alan Johnston wurde als Sohn schottischer Eltern in Tansania geboren. Er besuchte die Dollar Academy in Dollar und studierte an der Universität Dundee in Dundee. 1991 begann er für die BBC zu arbeiten. Er war Korrespondent in Taschkent und Kabul, bevor er in den Gazastreifen ging, wo er von April 2004 bis zu seiner Entführung arbeitete. Während dieses Zeitraums war Alan Johnston der einzige ständig im Gazastreifen lebende westliche Journalist. Am 12. März 2007 wurde er in Gaza-Stadt entführt und am 4. Juli 2007 freigelassen.

## Entführung
Am 12. März 2007 wurde Alan Johnston von der Armee des Islam verschleppt. Die Entführer veröffentlichten am 1. Juni 2007 ein Geiselvideo von dem BBC-Reporter mit einem Sprengstoffgürtel um den Leib. Darauf verlangten sie eine Freilassung muslimischer Gefangener in Großbritannien. Alan Johnston wurde am 4. Juli 2007 nach 114 Tagen in Geiselhaft wieder freigelassen. Er wurde zum Haus des Hamas-Chefs in der Region, Ismail Haniyya, gefahren.

## Auszeichnungen
Am Tag seiner Freilassung wurde Alan Johnston mit dem Medienpreis der britischen Sektion von Amnesty International ausgezeichnet.
2008 erhielt Johnston den Preis für die Freiheit und Zukunft der Medien der Leipziger Medienstiftung.